# アルフレッド・ギルバート
アルフレッド・カールトン・ギルバート（Alfred Carlton Gilbert、1884年2月13日 - 1961年1月24日）は、アメリカ合衆国オレゴン州セイラム出身の玩具開発者。陸上競技選手。1908年ロンドンオリンピックの金メダリスト。

## 経歴
オレゴン州のフォレストグローヴ近郊にあるパシフィック大学から、1902年に東海岸に移りスポーツ医学を専攻するためイェール大学に入学する。彼はマジシャンとして学費を稼いでいた。また、スポーツが大変得意で、1900年には連続懸垂の世界記録を樹立したのをはじめ、棒高跳でもすばらしい記録を持っていた。彼はその棒高跳で、1908年のロンドンオリンピックに出場し金メダルを獲得している。
ギルバートは、その後医学の道に進まず、1909年に手品用品製造会社を設立。この会社は後にA.C.ギルバート社に発展する。彼は、1913年にニューヨーク・ニューヘイブン・アンド・ハートフォード鉄道で使われている鋼建設桁を見て、組立玩具の「エレクターセット」を発売し人気を博す。第一次世界大戦に巻き込まれたアメリカは、1918年に国防会議において玩具製造の禁止が議題にあがったが、ギルバートはこれに反対。結果として禁止の措置は回避され、これにより彼は「クリスマスを救った男」とあだ名されることとなる。1935年までに、ギルバートは3000万セットを売り上げ、さらにこのほかにも化学セット、顕微鏡セット、その他教育玩具を彼の工場から世に送り出した（結果、50年に及ぶ彼のキャリアの中で150を越える特許を取得した）。

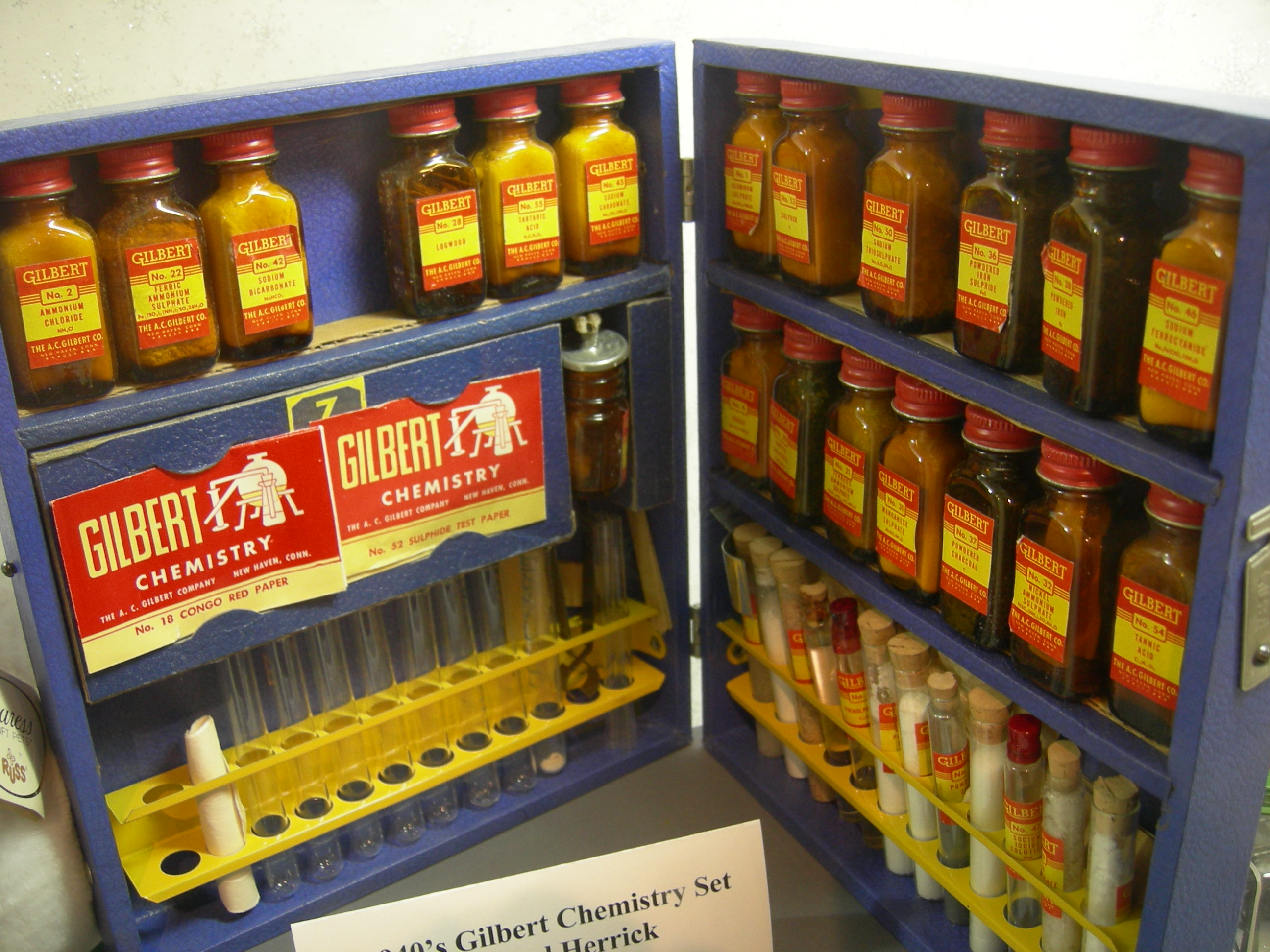
A.C.ギルバートの製品

1938年にA.C.ギルバート社はW.O.コールマン社から鉄道模型会社アメリカンフライヤーを獲得。アメリカンフライヤーの製造ラインもシカゴからコネチカット州ニューヘイブンに移す。同時に、ギルバートはアメリカンフライヤーに3フィート16インチスケールの、今ではライオネル社によって管理されている3線式Oゲージを採用した。第二次世界大戦後、ギルバートは玩具的な3線式のOゲージの生産をやめて2線式のSゲージに注力した。スケールリアリズムを追求したギルバートのアメリカンフライヤーは、おもちゃの域を超えるリアルさで賞賛された。
ギルバートは、教育の場で発明が重要であることが教えられていないことに不満を持っていた。そのため、1941年に、ニューヨークにギルバート科学館を会館。もっと科学に興味を持ってもらうことと、ギルバートの製品を売り込むことの両方が目的であった。
ギルバートは、1954年に事業から引退し息子にすべてを譲渡。同年、彼は自叙伝「天国に住む男」を著す。1961年に死去。彼の死後から6年後、A.C.ギルバート社は売却された。